# 山崎裕太
山崎 裕太（やまざき ゆうた、本名・秋山裕太、1981年3月8日 - ）は、日本の俳優、タレント。秋田県湯沢市生まれ、東京都育ち。ホリプロ所属。

## 略歴・人物
- 3歳の時、銀座で迷子になったところをスカウトされ、子役やチャイルドモデルとしてデビュー[2]。その後、親の再婚で秋山姓になったが、芸名は旧姓の山崎のままで継続している。ほか家族には、弟と妹がいる。
- 子役時代は、映画『グッバイ・ママ』『REX 恐竜物語』などに出演歴あり。
- 1988年、7歳から『あっぱれさんま大先生』（フジテレビ）に出演しブレイク[2]。共演者に、内山信二や前田愛らがいた。
- 2001年に劇団☆新感線の舞台『大江戸ロケット』大阪公演で不祥事を起こして降板したいしだ壱成の代役を務め、同年度の第39回ゴールデン・アロー賞演劇新人賞を受賞。以後、下記のように舞台でも精力的に活動している。
- 2005年に公開された『劇場版 テニスの王子様 二人のサムライ The First Game』では声優として出演した（越前リョーガ役）。
- 堀越高等学校卒業。同じくホリプロ所属の新山千春とは堀越高校時代からの付き合いで、なんでも自分に聞こうとする新山は自分のことが好きなのではないかと思っていた[3]。
- 共演以前から、西川貴教と交友関係である。彼と共通の友人としてUVERworldのTAKUYA∞、175RのSHOGO、IMALUが挙げられる。彼らは、自身のブログに頻繁に取り上げられている。特にUVERworldのTAKUYA∞とは大親友である。
- 2016年頃から、食生活ではグルテンフリー、カフェインレスである。
- 2019年度で芸能生活35周年を迎える。2020年3月にはその集大成として、自身初となる一人芝居「赤ずきんちゃんのオオカミ」をウッディシアター中目黒にて上演予定だったが、新型コロナウィルスの世界的蔓延のため中止。
- 2023年7月1日放送のフジテレビ特別番組『あっぱれさんま大先生2023同窓会スペシャル』では三宅恵介とともに企画を担当[4]。旗振り役として一期卒業生12名の出演も取り付けている[4]。自身では「卒業後、一番あっぱれに執着がなかった」と述べているが、視聴者の声を聴き、Youtubeで当時の出演者と連絡を取るなど企画実現まで約1年間をかけた[5]。番組最後に流れるスタッフクレジットでは「企画」として筆頭に名を連ねた。
- 2024年度で芸能生活40周年を迎え、35周年の時のリベンジで一人芝居を上演した。
- アパレルも手掛けており、パーカーやＴシャツなどのグッズも販売している。年2回ポップアップも開催。ネット販売もしているが期間限定でその時期を過ぎると二度と買えなくなる。

## 出演

### テレビドラマ
- 101回目のプロポーズ 第5楽章「愛のない結婚できますか?」（1991年、フジテレビ） - 裕太 役
- 大人は判ってくれない 第6回『きっとひとりで歩いていける』（1992年、フジテレビ） - 主演
- 素顔のままで 1話「ずっと一人だった」（1992年4月13日、フジテレビ）
- 裸の大将放浪記 第55話「清の桃太郎鬼退治」（1992年5月31日、関西テレビ）
- La cuisine『オムレツ』（1992年10月20日、フジテレビ） - 山田大二郎 役
- if もしも『打ち上げ花火、下から見るか? 横から見るか?』（1993年8月26日、フジテレビ） - 主演・島田典道 役
- 西遊記 第7話（1994年、日本テレビ） - 韋駄天小僧 役
- BLACK OUT 第2話（1995年、テレビ朝日）
- もう我慢できない! （1996年、関西テレビ） - 福本圭太 役
- 毛利元就 （1997年、NHK） - 野田次郎 役
- 土曜ドラマ うどんとビデオ（1997年、NHK） - リュウ
- 名探偵保健室のオバさん 第6話（1997年、テレビ朝日）
- 新幹線'97恋物語 第6話（1997年、TBS）
- 味いちもんめ スペシャル2（1998年、テレビ朝日）
- 火曜サスペンス劇場「小京都ミステリー22」（1998年、日本テレビ） - 上田直樹 役
- GTO （1998年、関西テレビ） - 渡辺マサル 役
  - GTOドラマスペシャル（1999年）
  - GTOリバイバル（2024年）[6]
- リング〜最終章〜（1999年、フジテレビ） - 新井 役
- サイコメトラーEIJI2 （1999年、日本テレビ）
- 連続テレビ小説 私の青空 （2000年、NHK） - 北山舷 役
  - 私の青空2002（2002年）
- 科捜研の女（第2シリーズ）FILE.05「あの子は殺ってない!? 雨の鴨川が見た真犯人！」（2000年11月16日、テレビ朝日） - 石坂公太 役
- ネバーランド（2001年、TBS） - 高木透 役
- ナースマン（2002年、日本テレビ） - 上条達也 役
- 東京庭付き一戸建て 第3話（2002年、日本テレビ） - タクミ 役
- オルファクトグラム（2002年、WOWOW）
- Pな彼女「カルロスに憧れて」（2002年、TBS）
- 成り上がり（2002年、フジテレビ）
- 明日は陽のそばで（2002年、関西テレビ） - 主演・昇 役 ※芸術祭参加作品
- ダブルスコア （2002年、フジテレビ） - 谷口オサム 役
- 武蔵 MUSASHI（2003年、NHK） - 菰の十郎 役
- 年下の男（2003年、TBS） - 山口卓 役
- 天罰屋くれない 闇の始末帖（2003年、テレビ朝日）
- ウルトラQ dark fantasy 第15話「光る舟」（2004年7月13日、テレビ東京） - 茶髪 役
- ザ・介護番長（2005年、TBS）
- 劇団演技者。（フジテレビ）
  - 第9作 「あたらしい生き物」（2005年） - 金原英二 役
  - 第15作「男の夢」（2006年） - 石井 役
- 月曜ゴールデン「検事・沢木正夫2」（2006年、TBS） - 刈谷努 役
- 東京タワー 〜オカンとボクと、時々、オトン〜 （2007年、フジテレビ） - 前野和夫 役
- 土曜ワイド劇場「炎の警備隊長・五十嵐杜夫」シリーズ（2007年、朝日放送） - 加納元 役
- 探偵学園Q 第6話（2007年、日本テレビ） - 福永右近 役
- 土曜ワイド劇場「ショカツの女〜新宿西署・刑事課強行犯係」シリーズ（2007年、朝日放送） - 青野信吾 役
- 和田アキ子物語（2008年、フジテレビ） - リュウジ 役
- コード・ブルー -ドクターヘリ緊急救命- 第5回（2008年、フジテレビ） - 横山 役
- 稲垣吾郎の金田一耕助 悪魔の手毬唄（2009年、フジテレビ） - 仁礼勝平 役
- 浪花の華〜緒方洪庵事件帳〜 第3回（2009年、NHK） - 富沢 役
- その男、副署長 第3シリーズ 第9話（2009年、テレビ朝日）
- わが家の歴史（2010年、フジテレビ）
- ギルティ 悪魔と契約した女（2010年、関西テレビ） - 金谷文則 役
- 大河ドラマ「江〜姫たちの戦国〜」（2011年1月 - 4月、NHK） - 織田信雄 役
- 四つ葉神社ウラ稼業 失恋保険〜告らせ屋〜 第8話（2011年、読売テレビ） - 二ノ宮誠 役
- 月曜ゴールデン「伝説の監察医 オニグマの事件簿」（2012年3月5日、TBS） - 軽部明 役
- ハンチョウ〜警視庁安積班〜 第4話（2012年、TBS） - 永瀬拓海 役
- 京都地検の女 第9シリーズ 第3話（2013年、テレビ朝日） - 根本徹 役
- マッチング・ラブ（2013年、TBS） - ユウキ 役
- 大岡越前（NHK BSプレミアム） - 子吉 役
  - 大岡越前 最終話（2014年）
  - 大岡越前2（2014年10月 - 12月）
  - 大岡越前3（2016年1月 - 3月）
  - 大岡越前4（2018年1月 - 3月）
  - 大岡越前5（2020年1月 - 2月）
  - 大岡越前6 （2022年5月 - 7月）
  - 大岡越前スペシャル〜大波乱!宿命の白洲〜（2023年12月）[7]
  - 大岡越前7（2024年6月 - 8月）[8]
  - 大岡越前8（2025年6月 - ）[9]
- 特集ドラマ「生きたい たすけたい」（2014年3月11日、NHK） - 町田 役
- まかない荘（2016年4月 - 6月、名古屋テレビ） - カルロス 役
- 鼠、江戸を疾る（2016年、NHK総合） - 重吉 役
- 月曜名作劇場「犯罪資料館 緋色冴子シリーズ」「赤い博物館」（2016年8月29日、TBS） - 寺田聡 役
- リバース（2017年、TBS） - 松永陽一 役
- 直撃!シンソウ坂上 「三菱銀行人質事件」（2018年4月19日、フジテレビ） - 梅川昭美 役
- 名奉行!遠山の金四郎（2018年8月13日、TBS） - 政吉 役
- 剣客商売（2018年12月21日、フジテレビ） - 川井右近 役
- 京都タクシードライバーの事件簿（2019年2月、TBS） - 鈴木英昭 役
- ぼくらのショウタイム（2019年4月、メ～テレ）
- おしい刑事（2019年5月、NHK BSプレミアム） - 久松亮二 役
- 決してマネしないでください。（2019年12月、NHK総合） - たかしお兄さん 役
- 任侠ドラマシリーズ 首領（2020年2月、CS放送チャンネル V☆パラダイス） - 菊島要 役
- 赤ひげ3（2020年10月 - 12月、NHK BSプレミアム・NHK BS4K）
- 警視庁・捜査一課長 season5 最終話 （2021年6月17日、テレビ朝日） - 中谷銀太郎役
- 月曜プレミア8 横山秀夫サスペンス「第三の時効」（2021年11月29日、テレビ東京） - 本間敦志 役
- だから殺せなかった 第1話（2022年1月9日、WOWOW） - 死体発見者の営業マン 役
- 暴太郎戦隊ドンブラザーズ ドン21話（2022年7月24日、テレビ朝日） - 白井 / 先代サルブラザー 役[10][11]
- 婚活食堂  第9話～10話、(2023年6月17日、6月24日、BSテレビ東京) - 貴文 役

### 映画
- グッバイ・ママ（1991年4月20日公開、松竹） - 大杉健 役
- Coo 遠い海から来たクー（1993年12月11日公開、東映） - 主演・小畑洋助 役 ※アニメーション映画
- REX 恐竜物語（1993年7月3日公開、松竹） - 愛川健太 役
- 打ち上げ花火、下から見るか? 横から見るか?（1995年8月12日公開、ヘラルド・エース／日本ヘラルド映画） - 主演・島田典道 役 ※テレビドラマの再編集劇場版
- なにわ忠臣蔵 （1997年11月8日公開、松竹） - 大石力 役
- ブリスター! （2000年7月1日公開、スローラーナー） - ハサモト 役
- Go! （2001年10月6日公開、日活） - 明 役
- かあちゃん （2001年11月10日公開、東宝） - 三之助 役
- 夢時計 メトロノーム（2002年公開、つんくタウン）
- 17才（2002年3月2日公開、スローラーナー）
- 青い春（2002年6月29日公開、ゼアリズエンタープライズ） - 大田 役
- 劇場版 テニスの王子様 二人のサムライ The First Game（2005年1月29日公開、松竹） - 越前リョーガ 役
- イキガミ（2008年9月27日公開、東宝） - 達彦 役
- 篤姫ナンバー1（2012年4月7日公開、シナジー／アーク・フィルムズ） - 野田雄介 役
- 劇場版 ぼくらのショウタイム（2019年4月12日公開）
- 京都カマロ探偵 (2022年6月17日、マグネタイズ)　- 山垣健太 役
- シグナチャー　日本を世界の銘醸地に（2022年11月公開）

### Vシネマ
- ドロップ・アウト しなやかな女豹（1992年、松竹ホームビデオ）
- 首領(ドン)（2020年） - 菊島要

### テレビその他
- あっぱれさんま大先生（1988年11月21日 - 1996年3月21日、フジテレビ）
- 銀座カセットソング(2023年10月19日 - 2024年3月30日、BS-TBS)[12][13]

毎週木曜日23:30-レギュラー / 2024年1月13日からは毎週土曜日23:30

### テレビアニメ
- 最強武将伝 三国演義（2010年、テレビ東京） - 張飛 役

### ゲーム
- いぬ会社DS（2009年、サイバーフロント） - 後藤さん 役

### ラジオ
- DTヴァンパイア97（1997年4月 - 9月、ニッポン放送）
- 山崎裕太のオールナイトニッポン（2015年4月、ニッポン放送)
- くにまる食堂  (2023年6月20日、文化放送)
- あなたとハッピー!  (2023年6月22日、ニッポン放送)
- TOKYO SPEAKEASY (2023年6月26日、TOKYO FM)
- カセットガールのオールナイトニッポンゼロ（2024年2月17日、ニッポン放送)
- あなたとハッピー!(2025年1月6日、ニッポン放送)
- SWEET!! (2025年1月7日、ラジオ日本)
- TOKYO SPEAKEASY (2025年5月28日、TOKYO FM)

### ラジオドラマ
- FMシアター「自分からの手紙」（2005年8月27日、NHK-FM） - 新田純一 役
- ラジオシアター〜文学の扉「お茶の葉」（2013年9月8日・15日、TBSラジオ）

### 舞台
- スタンド・バイ・ミー（シアター・ドラマシティ、名古屋勤労会館、天王洲アートスフィア）
- 大江戸ロケット（青山劇場、2001年9月） - 主演
- エジソン郡の橋 天才発明家裏伝説（シアターVアカサカ、2002年1月） - 主演
- 伝説のステージ FOREVER'70s-青春-（中日劇場・新宿コマ劇場・梅田コマ劇場、2003年8月 - 9月）
- ビューティフル・ゲーム（青山劇場・NHK大阪ホール、2006年3月 - 4月）
- 第32進海丸（東京グローブ座、シアターBRAVA!、2006年6月 - 7月）
- 奇跡の人（青山劇場、2006年10月）
- HIGH　SCHOOL　MUSICAL（青山劇場・NHK大阪ホール、2007年6月 - 7月）
- マルグリット（赤坂ACTシアター・梅田芸術劇場・日生劇場、2009年2月 - 3月、再演2011年3月 - 4月）
- 12人の優しい殺し屋〜狙われた豪華客船〜（青山円形劇場、2011年8月）
- ROCK OF AGES ロック・オブ・エイジス　（オールナイトニッポン45周年記念公園、2011年10月 － 11月）
- ART（東京グローブ座・シアター・ドラマシティ、2013年8月 - 9月)
- サロメ（東京芸術劇場シアターウエスト、2014年2月）
- 新・幕末純情伝（新国立劇場 小劇場、2015年1月）
- 4BLOCKS（サンシャイン劇場、2015年4月）
- 音楽劇 夜曲（東京芸術劇場、2017年12月）
- 赤と黒 サムライ・魂（東京国際フォーラム C ・クールジャパンパーク大阪・東海市芸術劇場、2019年5月 - 6月）
- 山崎裕太 35TH anniversary ヒトリシバイ 赤ずきんちゃんのオオカミ（ウッディシアター中目黒、2020年3月）新型コロナウィルスのため中止
- シーボルト父子伝～蒼い目のサムライ～新たなる船出(銀座博品館劇場、2023年8月31日～9月3日、10月28日長崎市平和会館)
- 山崎裕太 40TH ANNIVERSARY  ヒトリシバイ 赤ずきんちゃんのオオカミ(関西テレビなんでもアリーナ2025年1月12日-13日 ・劇場MOMO2025年1月18月-19日)
- ぼくらの七日間戦争2025（東京建物 Brillia HALL 他、2025年8月 - 11月〈予定〉） - 酒井敦 役[14]

### PV
- w-inds.「ageha」

### DVD
- 少年たちは花火を横から見たかった（1999年8月7日発売）
- w-inds.「ageha」初回特典DVD（2005年6月1日発売） - PV主演
- 任侠ドラマシリーズ 首領 第1巻（2020年2月25日発売） - 菊島要 役
- GTOリバイバル(2024年7月12日発売) - 渡辺マサル　役

### WEBドラマ
- 湘南純愛組!（2020年2月28日、Amazonプライム・ビデオ）
- 欲望の街 No.8 裏金なる正義（2025年4月25日）